# Powiat Haßberge
Powiat Haßberge (niem. Landkreis Haßberge) – powiat w Niemczech, w kraju związkowym Bawaria, w rejencji Dolna Frankonia, w regionie Main-Rhön.
Siedzibą powiatu Haßberge jest miasto Haßfurt.

## Podział administracyjny
W skład powiatu Haßberge wchodzi:
- sześć gmin miejskich (Stadt)
- trzy gminy targowe (Markt)
- 17 gmin wiejskich (Gemeinde)
- cztery wspólnoty administracyjne (Verwaltungsgemeinschaft)

Miasta:
| Lp. | Nazwa miasta            | Ludność (31.12.2011) | Powierzchnia km² |
| --- | ----------------------- | -------------------- | ---------------- |
| 1   | Ebern                   | 7.210                | 95,02            |
| 2   | Eltmann                 | 5.288                | 40,74            |
| 3   | Haßfurt                 | 13.424               | 52,77            |
| 4   | Hofheim in Unterfranken | 4.978                | 56,35            |
| 5   | Königsberg in Bayern    | 3.634                | 61,86            |
| 6   | Zeil am Main            | 5.574                | 35,74            |

Gminy targowe:
| Lp. | Nazwa gminy targowej | Ludność (31.12.2011) | Powierzchnia km² |
| --- | -------------------- | -------------------- | ---------------- |
| 1   | Burgpreppach         | 1.378                | 38,75            |
| 2   | Maroldsweisach       | 3.532                | 71,87            |
| 3   | Rentweinsdorf        | 1.571                | 24,62            |

Gminy wiejskie:
| Lp. | Nazwa gminy   | Ludność (31.12.2011) | Powierzchnia km² |
| --- | ------------- | -------------------- | ---------------- |
| 1   | Aidhausen     | 1.786                | 37,30            |
| 2   | Breitbrunn    | 1.024                | 12,41            |
| 3   | Bundorf       | 897                  | 40,24            |
| 4   | Ebelsbach     | 3.810                | 25,76            |
| 5   | Ermershausen  | 614                  | 9,21             |
| 6   | Gädheim       | 1.234                | 9,58             |
| 7   | Kirchlauter   | 1.374                | 16,92            |
| 8   | Knetzgau      | 6.346                | 43,98            |
| 9   | Oberaurach    | 4.303                | 36,76            |
| 10  | Pfarrweisach  | 1.537                | 28,43            |
| 11  | Rauhenebrach  | 2.970                | 46,82            |
| 12  | Riedbach      | 1.690                | 31,67            |
| 13  | Sand am Main  | 3.117                | 7,44             |
| 14  | Stettfeld     | 1.180                | 11,16            |
| 15  | Theres        | 2.662                | 30,79            |
| 16  | Untermerzbach | 1.706                | 27,75            |
| 17  | Wonfurt       | 1.898                | 17,36            |

Wspólnoty administracyjne:
| Lp. | Nazwa wspólnoty administracyjnej | Ludność (31.12.2011) | Powierzchnia km² | Liczba gmin |
| --- | -------------------------------- | -------------------- | ---------------- | ----------- |
| 1   | Ebelsbach                        | 7.388                | 66,25            | 4           |
| 2   | Ebern                            | 10.318               | 148,07           | 3           |
| 3   | Hofheim in Unterfranken          | 11.343               | 213,52           | 6           |
| 4   | Theres                           | 5.794                | 57,73            | 3           |